# Eubria palustris
Eubria palustris là một loài bọ cánh cứng trong họ Psephenidae. Loài này được Germar miêu tả khoa học đầu tiên năm 1818.

## Hình ảnh

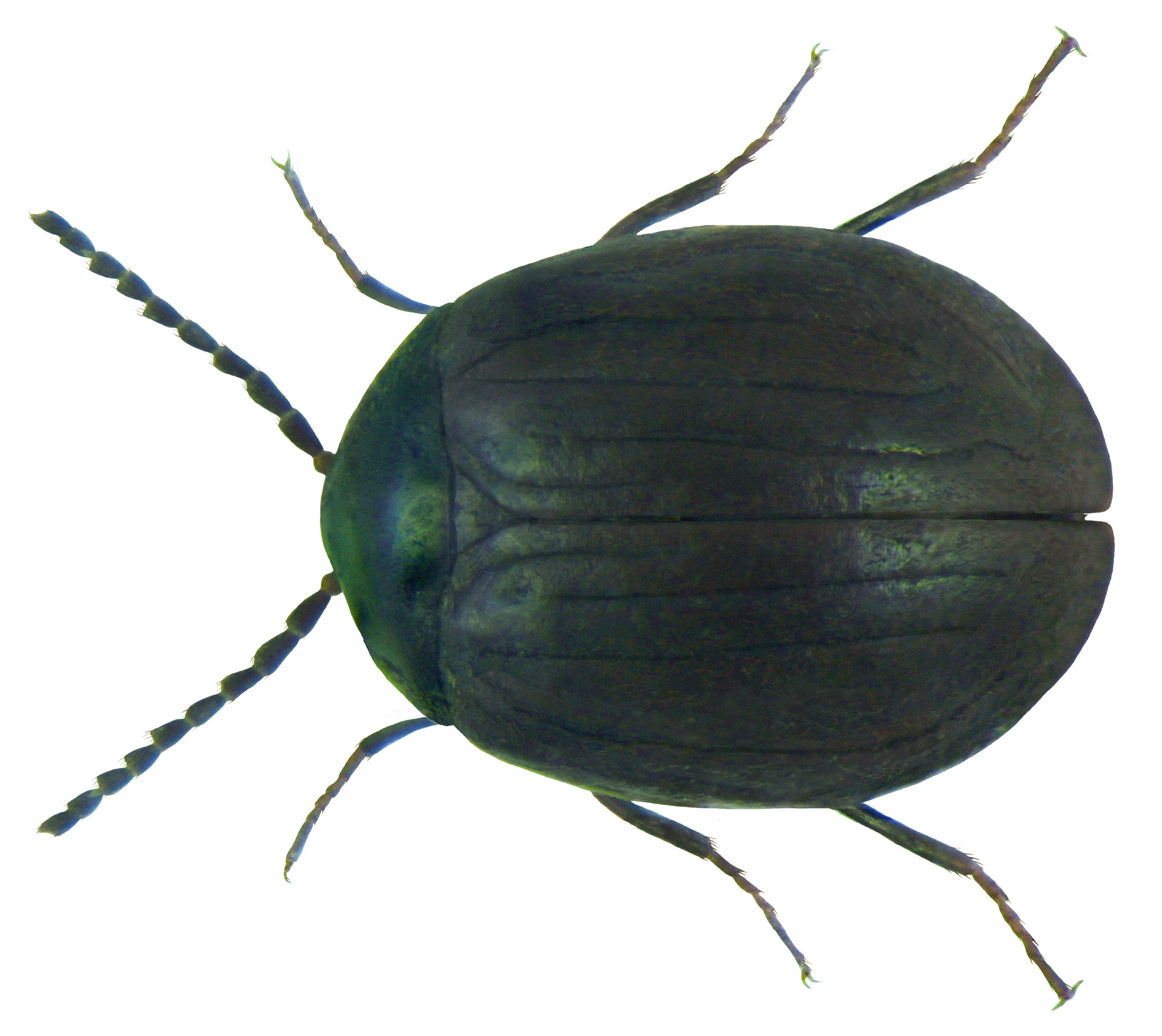
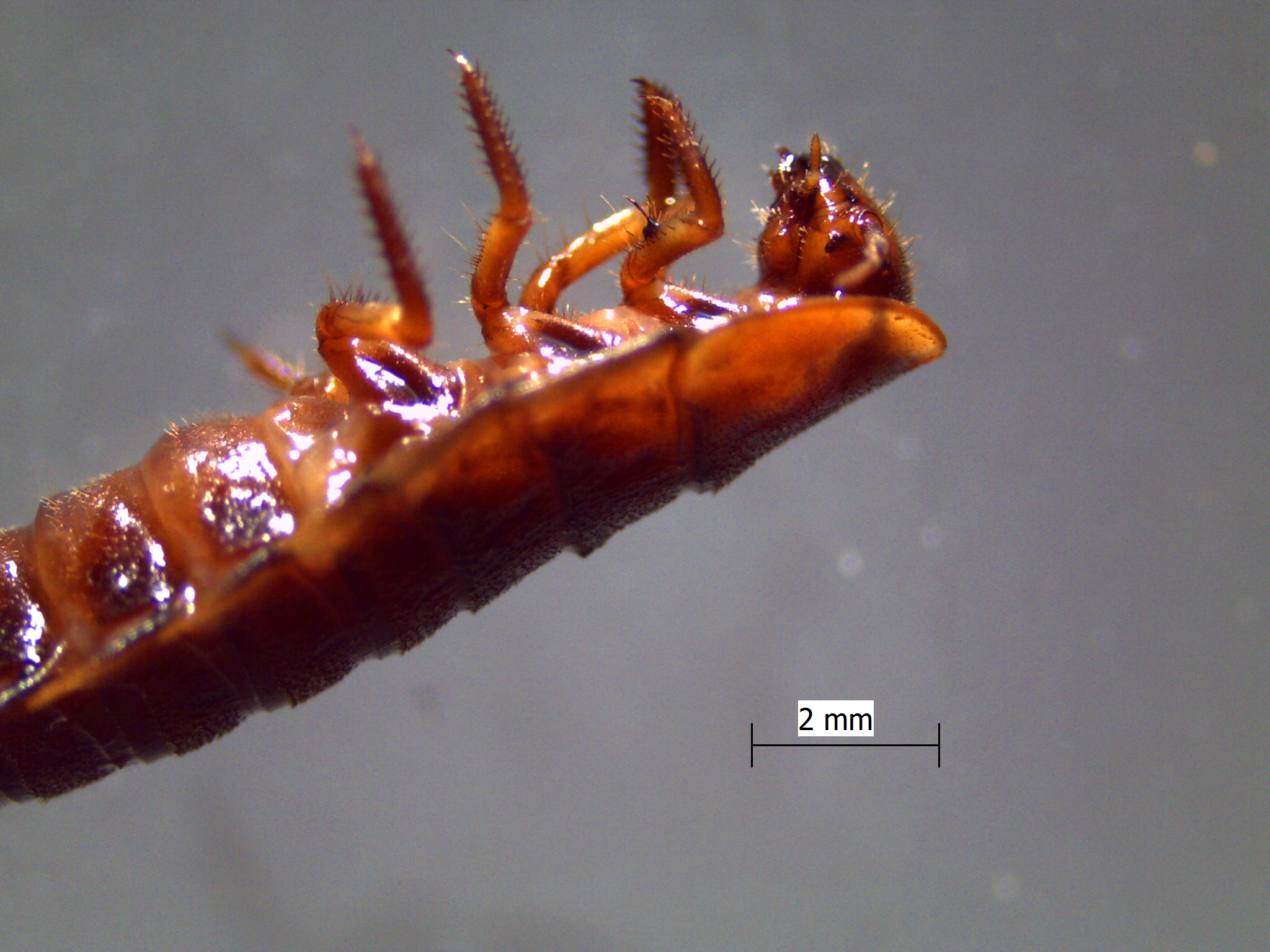
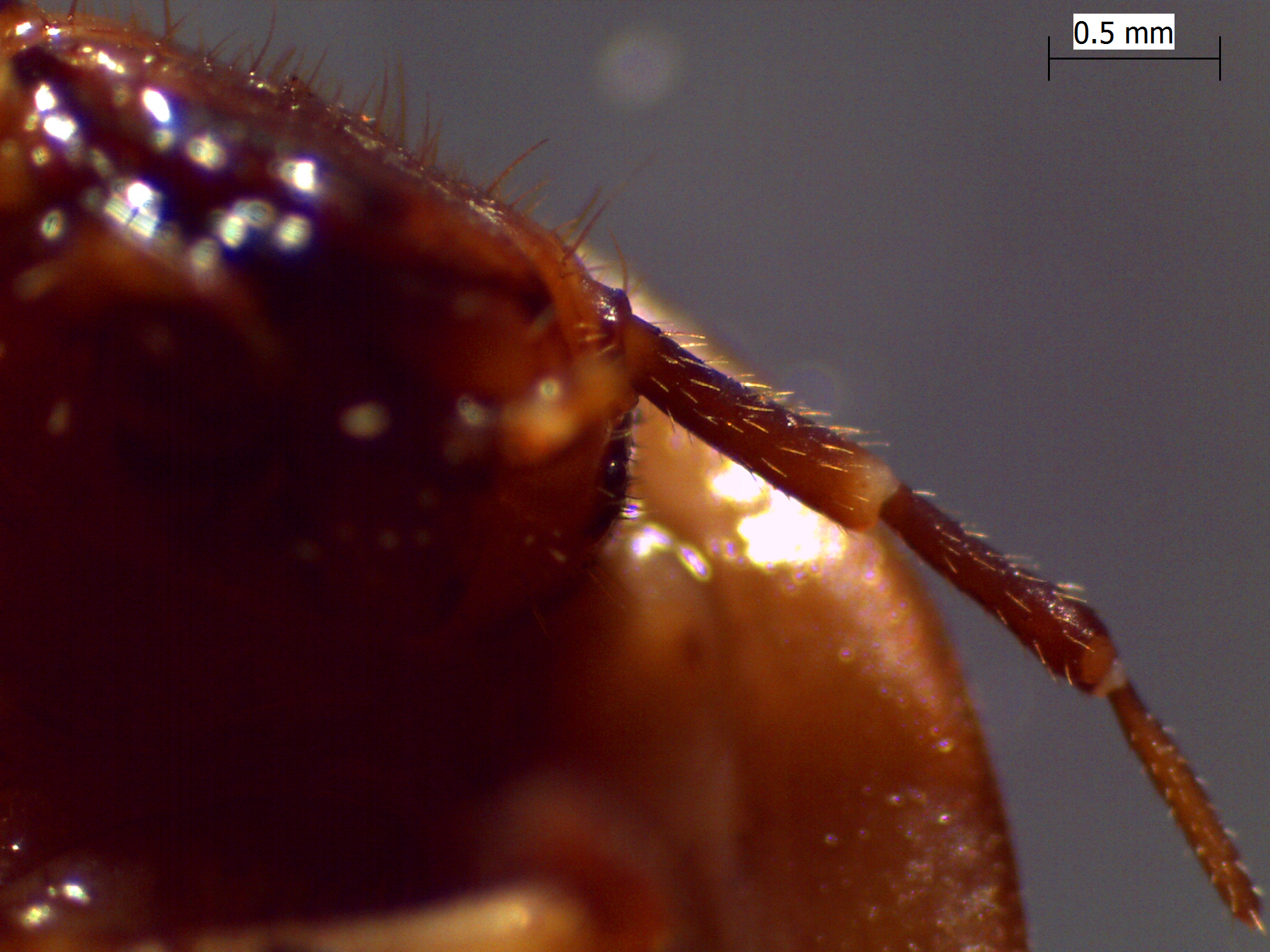